# Julius Edward Dillon
Julius Edward Dillon OFM (* 19. Januar 1897 in Bristol, Connecticut; † 25. Juni 1961 in Luodong, Landkreis Yilan, Taiwan) war ein US-amerikanischer römisch-katholischer Ordensgeistlicher und Apostolischer Präfekt von Shashi.

## Leben
Julius Edward Dillon trat der Ordensgemeinschaft der Franziskaner bei und legte am 3. Oktober 1925 die Profess ab. Am 21. Dezember 1929 empfing er in der Kathedrale Saint Joseph in Buffalo durch den Bischof von Buffalo, William Turner, das Sakrament der Priesterweihe. Papst Pius XI. bestellte ihn am 11. Juli 1936 zum ersten Apostolischen Präfekten von Shashi.